# Pietro Guerra
Pour les articles homonymes, voir Guerra.
Pietro Guerra (né le 28 juin 1943 à San Pietro di Morubio, dans la province de Vérone, en Vénétie) est un ancien coureur cycliste italien.

## Biographie
Pietro Guerra a été champion du monde du contre-la-montre par équipes en 1964 et 1965 et médaillé d'argent de cette discipline aux Jeux olympiques de 1964 à Tokyo. Professionnel de 1966 à 1974, il a notamment remporté une étape du Tour d'Espagne 1968 et du Tour de France 1971,.

## Palmarès sur route

### Palmarès amateur
- 1963
  - 2e du Trofeo Mion
  - 3e de la Coppa Regole Spinale e Manez
- 1964
  -  Champion du monde du contre-la-montre par équipes[n 1]
  - Targa d’Oro Città di Legnano
  -  Médaillé d'argent du contre-la-montre par équipes aux Jeux olympiques
- 1965
  -  Champion du monde du contre-la-montre par équipes[n 2]
  - Grand Prix Agostano
  - Coppa Collecchio
  - 3e du Grand Prix de la ville de Camaiore
- 1966
  - Gran Premio Industria del Cuoio e delle Pelli
  - 2e et 10e étapes de la Course de la Paix
  -  Médaillé d'argent au championnat du monde du contre-la-montre par équipes

### Palmarès professionnel
- 1967
  - 1re étape du Tour de Sardaigne
  - 2e du Tour de Sardaigne
  - 3e du Grand Prix Robbiano
- 1968
  - 6e étape du Tour d'Espagne
- 1969
  - 4e étape du Critérium du Dauphiné libéré
- 1970
  - Grand Prix Cemab à Mirandola
  - Coppa Bernocchi
  - Cronostafetta :
    - Classement général
    - 1rea étape (contre-la-montre par équipes)
- 1971
  - Prologue du Tour d'Italie (contre-la-montre par équipes)
  - 5e étape du Tour de France
- 1972
  - Tour de Romagne
- 1973
  - 3e étape de Tirreno-Adriatico

### Résultats sur les grands tours

#### Tour de France
5 participations
- 1968 : abandon (3eb étape)
- 1969 : 81e
- 1970 : 71e
- 1971 : 68e, vainqueur de la 5e étape
- 1972 : 86e

#### Tour d'Italie
5 participations
- 1967 : 32e
- 1971 : 70e, vainqueur du prologue avec l'équipe Salvarani (ne compte pas pour le classement général)
- 1972 : abandon
- 1973 : 106e
- 1974 : 94e

#### Tour d'Espagne
1 participation 
- 1968 : 46e, vainqueur de la 6e étape

## Palmarès sur piste

### Championnats du monde
- Montevideo 1968
  - 4e de la poursuite
- Marseille 1972
  - 4e de la poursuite

### Championnats d'Italie
- 1971
  -  Champion d'Italie de poursuite
- 1972
  -  Champion d'Italie de poursuite